# ویلیام اوکانر
ویلیام اوکانر (انگلیسی: William O'Connor؛  – ۱۶ ژانویهٔ ۱۹۳۹) شمشیرباز اهل ایالات متحده آمریکا بود.